# Litauisch-Polnische Kriege
Die Litauisch-Polnischen Kriege im 13. und 14. Jahrhundert waren eine ca. zweihundert Jahre währende kriegerische Auseinandersetzung zwischen den polnischen Teilherzogtümern, insbesondere dem Herzogtum Masowien und dem Herzogtum Kujawien, ab 1295 dem Königreich Polen auf der einen Seite und dem Großfürstentum Litauen auf der anderen. Sie begannen mit den Einfällen von Mindaugas in Nordostpolen und endeten mit der Union von Krewo 1385 bzw. mit dem Vertrag von Ostrowo 1392.

## Hintergrund
Mindaugas gelang es Anfang des 13. Jahrhunderts die litauischen Stämme zu einigen und Bündnisse mit anderen baltischen Stämmen, wie den Jatwinger zu schließen. Litauen war zu dieser Zeit im Vergleich zu seinen christlichen Nachbarn dünn besiedelt und arm an Ressourcen. Mindaugas begann daher Raubzüge auf das territorial zersplitterte Polen zu führen, wobei er nicht neue Gebiete wie in der Rus erobern, sondern Menschen rauben wollte, die er an der Memel, Neris und Nevėžis ansiedeln wollte. Mindaugas führte insgesamt ca. 14 Raubzüge gegen die polnischen Lande und zerstörte unter anderem das Alte Warschau 1262, bei dessen Zerstörung Siemowit I. zu Tode kam. Traidenis Raubzüge erreichten sogar Großpolen und brandschatzte unter anderem Łęczyca sowie Kalisz. Insgesamt sollen die Litauer mehrere 10.000 Untertanen der polnischen Herrscher entführt haben. Die polnischen Teilherzöge wiederum führten Strafexpeditionen gegen Litauen durch. Leszek II. warf die Litauer 1282 in der Schlacht bei Rowiny und der Schlacht an der Narew zurück. In der Schlacht bei Trojanów fand 1294 Kasimir II. von Kujawien den Tod. Zwischendurch kam es aber immer wieder auch zu Bündnissen zwischen den litauischen Herrschern und den einzelnen polnischen Teilfürsten, wie Konrad von Masowien, Kasimir I.  von Kujawien oder Bolesław von Masowien. 1325 kam es zum Bündnis zwischen dem polnischen König Władysław I. Ellenlang mit dem litauischen Großfürsten Gediminas gegen den Deutschen Orden. Der Sohn Władysławs Kasimir der Große heiratete Gediminas Tochter Anna von Litauen, um die neue Bündnispolitik zu untermauern. Nach dem Tod Władysławs flammten die litauisch-polnischen Feindseligkeiten in den 1330er Jahren jedoch wieder auf, zum Beispiel in der Schlacht bei Pułtusk (1337), und ab 1340 kam es zu einer Reihe von Kriegen um das Fürstentum Galizien-Wolhynien, die erst nach der Union von Krewno mit dem Vertrag von Ostrowo 1392 beigelegt wurden.

## Liste der wichtigeren Litauereinfälle in Polen
- 1238 – Einfall ins Herzogtum Masowien
- 1246 – Einfall ins Herzogtum Sandomir im Bündnis mit Konrad von Masowien und Mieszko II. von Oppeln-Ratibor
- 1250 – Einfall ins Lubliner Land
- 1258 – Einfall ins Dobriner Land und Plünderung von Czerwińsk nad Wisłą und Orszymowo
- 1260 – Einfall ins Herzogtum Masowien und Plünderung von Płock
- 1262 – Einfall ins Herzogtum Masowien, Kulmer Land und Pomesanien und Zerstörung von Alt-Warschau
- 1265 – Einfall ins Herzogtum Krakau
- 1266 – Einfall mit den Pruzzen ins Herzogtum Masowien und Plünderung von Płock
- 1269 – Einfall ins Herzogtum Kujawien
- 1277 – Einfall ins Land Łęczyca
- 1282 – Einfall mit den Jatwinger ins Lubliner Land
- 1282 – Einfall ins Herzogtum Sandomir
- 1284 – Einfall ins Herzogtum Czersk
- 1286 – Einfall ins Herzogtum Masowien und Plünderung von Sochaczew
- 1287 – Einfall ins Dobriner Land
- 1290 – Einfall ins Herzogtum Kujawien
- 1292 – Einfall ins Herzogtum Kujawien und Plünderung von Brześć Kujawski
- 1294 – Einfall ins Land Łęczyca und Zerstörung des Kollegiatstift von Tum
- 1302 – Einfall ins Herzogtum Sandomir
- 1305–1306 – Einfall ins Land Sieradz und ins Land Kalisz
- 1323 – Einfall ins Dobriner Land
- 1324 – Kriegszug Gediminas gegen Trojden I.
- 1324 – Kriegszug Gediminas Dovydas Gardiniškis gegen Siemowit II. und die Zerstörung von Pułtusk
- 1336 – Einfall ins Herzogtum Masowien
- 1337 – Einfall ins Herzogtum Masowien und Belagerung von Pułtusk
- 1340–1392 – Kriege um das Fürstentum Galizien-Wolhynien
  - 1350 – Schlacht bei Żuków
  - 1368 – Einfall ins Herzogtum Masowien
  - 1370 – Einfall ins Fürstentum Wolhynien, ins Fürstentum Bels ins Fürstentum Cholm
  - 1376 – Einfall in Kleinpolen

## Folgen
Nach der Union von Krewo 1385, die zunächst gegen den Deutschen Orden gerichtet war, kam es zur Personalunion zwischen Polen und Litauen unter den Jagiellonen sowie später zur Realunion Polen-Litauen. Die Feindseligkeiten zwischen Polen und Litauen endeten, wenn es auch zwischen den Jagiellonen untereinander zu Streitigkeiten kam und es im Zuge dieser Konflikte durchaus dazu kam, dass polnische und litauische Heere sich gegenüberstanden, so zum Beispiel 1431 im Luzk-Krieg. Der Romantiker Adam Mickiewicz verarbeitete die Litauischen Raubzüge in seinen Balladen. Im Polnischen gibt es immer noch das Geflügelte Wort vom Litauischen Überfall, das einen unvorhergesehenen bzw. verräterischen Überfall meint.